# Alphabet phonétique de l'Institut d'Estudis Catalans
L’alphabet phonétique de l’Institut d’Estudis Catalans est un système de transcription phonétique, basé sur l’écriture latine, utilisé en dialectologie catalane. Il a été adopté par l’Institut d'Estudis Catalans et utilisé dans les revues Biblioteca filològica et Butlletí de dialectologia catalana.

## Sources
- (ca) « Sistema de transcripció », Butlletí de dialectologia catalana, vol. 1,‎ 1914, p. 5-6 (lire en ligne)
- (fr + ca) J. Arteaga Pereira, Textes catalans avec leur transcription phonétique, précédés d’un aperçu sur les sons du catalan, Barcelona, Institut d’Estudis Catalans, 1915 (lire en ligne)